# リロウ・リュイス
リロウ・リュイス・バレッテ（Lilou Lluís Valette、2006年7月28日 - ）は、フランス・ペルピニャン出身、スペイン国籍のアーティスティックスイミング選手。2024年パリオリンピックチーム銅メダリスト。

## 経歴
2006年にフランスのオクシタニー地域圏ピレネー＝オリアンタル県ペルピニャンに生まれた。ペルピニャンで育ち、後にスペインのマドリードに転居すると、幼少期からアーティスティックスイミングに親しんだ。
2021年のスペイン冬季選手権では年代別種目のソロで銀メダルを獲得すると、同年後半にはスペインの世代別代表に選出され、世代別ヨーロッパ選手権と世代別地中海競技大会に出場した。
2022年の世界水泳ジュニアアーティスティックスイミング選手権にはスペイン代表として出場し、金メダル2個と銀メダル3個を獲得した。16歳だった2023年にはアーティスティックスイミングワールドカップに出場し、ソロフリーを含む銀メダル2個を獲得した。2023年のスペイン選手権ではデュエットフリーとソロフリーで金メダルを獲得した。
2024年には2024年世界水泳選手権に出場し、チームテクニカルでは銀メダルを獲得した。同年のヨーロッパ選手権ではチームテクニカルで金メダルを獲得した。同年にフランスで開催された2024年パリオリンピックでは、チームで銅メダルを獲得した。スペインチームの最年少メンバーであり、オリンピック期間中に18歳の誕生日を迎えた。